# Fethi Nourine
Fethi Nourine né le 14 juin 1991 à Oran, est un judoka algérien qui combat en catégorie des moins de 73 kg depuis 2016. Il a aussi combattu dans la catégorie des moins de 66 kg.

## Carrière
En 2021, il est l'unique representant de l'Algérie en judo aux Jeux olympiques de Tokyo 2020. Il est inscrit dans la catégorie des moins de 73 kg.

### Polémique
Participant aux Jeux olympiques de Tokyo 2020, il annonce son forfait le jour de son premier combat (contre le Soudanais Mohamed Abdalarasool (en)) pour ne pas combattre contre l'Israélien Tohar Butbul au deuxième tour,. À la suite de cette décision, Amar Benikhlef, l’entraîneur de l'équipe algérienne de Judo, est limogé par la Fédération algérienne de Judo et le judoka est suspendu par la Fédération internationale de judo. Fethi Nourine annonce être « fier » de sa décision motivée par sa solidarité avec la cause palestinienne. En septembre 2021, Nourine et Benikhlef sont tous deux suspendus pour dix ans, jusqu'en juillet 2031,.

## Palmarès

### Championnats d'Afrique
- Médaille d'or en moins de 73 kg aux Championnats d'Afrique 2021 à Dakar
- Médaille d'or en moins de 73 kg aux Championnats d'Afrique 2019 au Cap
- Médaille d'or en moins de 73 kg aux Championnats d'Afrique 2018 à Tunis
- Médaille de bronze en moins de 73 kg aux Championnats d'Afrique 2020 à Antananarivo[8]
- Médaille de bronze en moins de 73 kg aux Championnats d'Afrique 2016 à Tunis
- Médaille de bronze en moins de 66 kg aux Championnats d'Afrique 2014 à Port-Louis